# Aloe recurva
Aloe recurva é uma espécie de liliopsida do gênero Aloe, pertencente à família Asphodelaceae.